# Ромеро, Педро (футболист)
Пе́дро Роме́ро Преко́рд (исп. Pedro Romero Precord; 12 апреля 1937, Мексика — март 2018) — мексиканский футболист, игравший на позиции полузащитника. Участник чемпионата мира 1962 года в составе национальной сборной Мексики.

## Клубная карьера
Его профессиональная карьера, вероятно, началась в клубе «Леон», из которого он перешёл в «Толуку» в 1958 году, оставаясь важной частью состава следующие 10 лет. В составе «Толуки» он выиграл чемпионат и трофей Чемпион чемпионов в сезоне 1966/1967. Одним из ярких моментов в его карьере стала игра за команду «Некакса» 2 февраля 1961 года в рамках международного товарищеского турнира, завершившаяся победой со счётом 4:3 над «Сантосом» с Пеле в составе.

## Карьера в сборной
Хотя Ромеро входил в заявку сборной Мексики на чемпионате мира 1962 года, он не выходил на поле за сборную ни разу ни на самом чемпионате мира, ни в каких-либо других матчах, так и не дебютировав в её составе.
Педро Ромеро скончался 12 марта 2018 года в возрасте 80 лет.

## Достижения
«Толука»
- Чемпион Мексики: 1966/1967
- Чемпион чемпионов: 1967